# Lake of the Woods (Illinois)
Pour les articles homonymes, voir Lake of the Woods.
Lake of the Woods est une census-designated place (cdp) du comté de Champaign dans l'Illinois, aux États-Unis,. Elle est située dans le township de Mahomet, bordée au nord-est par la ville de Mahomet. Lors du recensement de 2010, la cdp comptait une population de 2 912 habitants.

## Source de la traduction
- (en) Cet article est partiellement ou en totalité issu de l’article de Wikipédia en anglais intitulé « Lake of the Woods, Illinois » (voir la liste des auteurs).